# 伊恩·格雷
伊恩·格雷（英語：Iain Alan Sutherland Glen，1961年6月24日—）是一位蘇格蘭男演員兼電影、電視和舞台演員，曾出演過《惡靈古堡系列電影》、《天国王朝》以及《鐵娘子：堅固柔情》，也是熱門電視劇《冰與火之歌：權力遊戲》的主演之一。

## 作品列表

### 电影
- 2001：《古墓丽影》-曼弗雷德·鲍威尔
- 2004：《惡靈古堡2：啟示錄》-Dr. Sam Isaacs
- 2005：《天国王朝》-理查一世
- 2007：《最后的兵团》-欧瑞斯特
- 2007：《惡靈古堡3：大滅絕》-Dr. Sam Isaacs
- 2011：《鐵娘子》-Alfred Roberts
- 2013：《特攻聯盟2》-Uncle Ralph
- 2015：《天眼行動》-James Willett
- 2016：《惡靈古堡：最終章》-Dr. Alexander Isaacs

### 电视剧
- 2010：《異世奇人》- Father Octavian - 2集
- 2010：《军情五处》- Vaughn Edwards - 8集
- 2011：《唐顿庄园》- 里查·卡萊爾爵士 - 6集
- 2011-2019：《权力的游戏》- 乔拉·莫尔蒙 - 48集
- 2012：《避風港》- Roland Holloway - 1集
- 2013：《开膛街》- Colonel Madoc Faulkner - 1集
- 2013：《大侦探波洛》- Dr. David Willoughby - 1集
- 2019：《泰坦》- 「蝙蝠俠」布魯斯·韋恩
- 2023：《末日地堡》-皮特·尼科爾斯（Pete Nichols）